# مری کارو
مری کارو (انگلیسی: Mary Carew; ۸ سپتامبر ۱۹۱۳ – ۱۲ ژوئیهٔ ۲۰۰۲) دونده اهل ایالات متحده آمریکا بود.